# Zevenaarse Aa
De Zevenaarse Aa is de benaming voor een oude crevassegeul (of oeverwaldoorbraakgeul) van de Oude Rijn in de stad Zevenaar. Tijdens hoogwater van de Rijn werd door de nieuw gevormde stroomgeul veel water afgevoerd en ontstonden in de loop der tijd ook hier oeverwallen of ook wel stroomgronden genoemd, die in het algemeen hoog zijn gelegen en derhalve weinig overlast van water hadden. In de late Middeleeuwen is de Aa geheel dichtgeslibd en verland. Daarna werd weer een gedeelte uitgegraven en als vijver in gebruik genomen.  Er zijn plannen om de Aa weer deels in oude luister te herstellen.